# Вађулешти (Горж)
Вађулешти (рум. Văgiuleşti) насеље је у Румунији у округу Горж у општини Вађулешти. Oпштина се налази на надморској висини од 177 m.

## Становништво
Према подацима из 2002. године у насељу је живело 3150 становника, од којих су сви румунске националности.

### Хронологија
| Година       | 1992 | 1993 | 1994 | 1995 | 1996 | 1997 | 1998 | 1999 | 2000 | 2001 | 2002 | 2003 | 2004 | 2005 | 2006 | 2007 | 2008 | 2009 | 2010 | 2011 | 2012 | 2013 | 2014 | 2015 | 2016 | 2017 |
| ------------ | ---- | ---- | ---- | ---- | ---- | ---- | ---- | ---- | ---- | ---- | ---- | ---- | ---- | ---- | ---- | ---- | ---- | ---- | ---- | ---- | ---- | ---- | ---- | ---- | ---- | ---- |
| Становништво | 3191 | 3175 | 3192 | 3206 | 3203 | 3176 | 3175 | 3212 | 3208 | 3193 | 3152 | 3099 | 3063 | 3037 | 3006 | 2994 | 2950 | 2882 | 2843 | 2783 | 2736 | 2672 | 2610 | 2580 | 2542 | 2489 |